# Œchalie
Œchalie ou Oichalia (en grec ancien : Οἰχαλία / Oikhalía) est le nom d'une cité de Grèce antique dont l'emplacement n'est pas bien connu.

## Emplacements possibles
Au chant II de l’Iliade, dans le Catalogue des vaisseaux, Œchalie est citée au vers 730 où elle est aussi qualifiée par la périphrase « cité d'Eurytos ». D'après l'ordre géographique suivi par le Catalogue, Œchalie se trouve en Thessalie intérieure. D'après une scholie A à l’Iliade, les poètes postérieurs à Homère situaient la ville en Eubée.
Pausanias le Périégète cite ces deux traditions concurrentes : celle des Thessaliens place l'ancienne cité en un endroit qu'ils appelaient Eurytion du temps de Pausanias et qui était alors désert ; les gens d'Eubée, de leur côté, situent Œchalie en Eubée. Pausanias se réfère à une épopée perdue, la Prise d'Œchalie, attribuée à Créophylos de Samos, qui, selon lui, situait également Œchalie en Eubée. Il se réfère aussi à Hécatée de Milet, qui situait la ville dans le territoire de Skios, en Érétrie. Pausanias indique cependant que les habitants de Messénie soutenaient eux aussi qu'Œchalie s'était trouvée dans leur région, et Pausanias est convaincu par leurs revendications, notamment parce qu'ils conservaient les os d'Eurytos.
Phérécyde, de son côté, semble avoir situé la ville en Arcadie, près de Tirynthe.
Au XXe siècle, le nom d'Œchalie a été donné à au moins deux villages en Grèce, l'un en Messénie, le second dans l'ex-Nome de Trikala.

## La prise d'Œchalie par Héraclès
Dans la mythologie grecque, Héraclès rend visite au roi d'Œchalie, Eurytos, puis se querelle avec lui pour des raisons mal connues, et Héraclès finit par mettre à sac la cité. Selon le Catalogue des femmes, la fille d'Eurytos, Iole, aurait été à l'origine de la querelle. Heraclès veut en faire sa concubine, de force. C'est le sujet des "Trachiniennes" de Sophocle. Une épopée perdue, la Prise d'Œchalie, attribuée à Créophylos de Samos, racontait probablement cette histoire ; elle n'est connue que par un unique vers conservé et par des témoignages indirects.

### Sources antiques
- A. Bernabé (éd.), Poetae epici Graeci, I, Leipzig, 1987 (abrégé en PEG).
- Friedrich Solmsen, Reinhold Merkelbach, M. L. West (éd.), Hesiodi Theogonia, Opera et Dies, Scutum, Fragmenta selecta, Oxford, 1990 (3e éd.).

### Utilitaires
- Timothy Gantz, Mythes de la Grèce archaïque, Belin, 2004 (éd. originale : Johns Hopkins University Press, 1993, 2 vol.).